# Binge drinking
 Mise en garde médicale

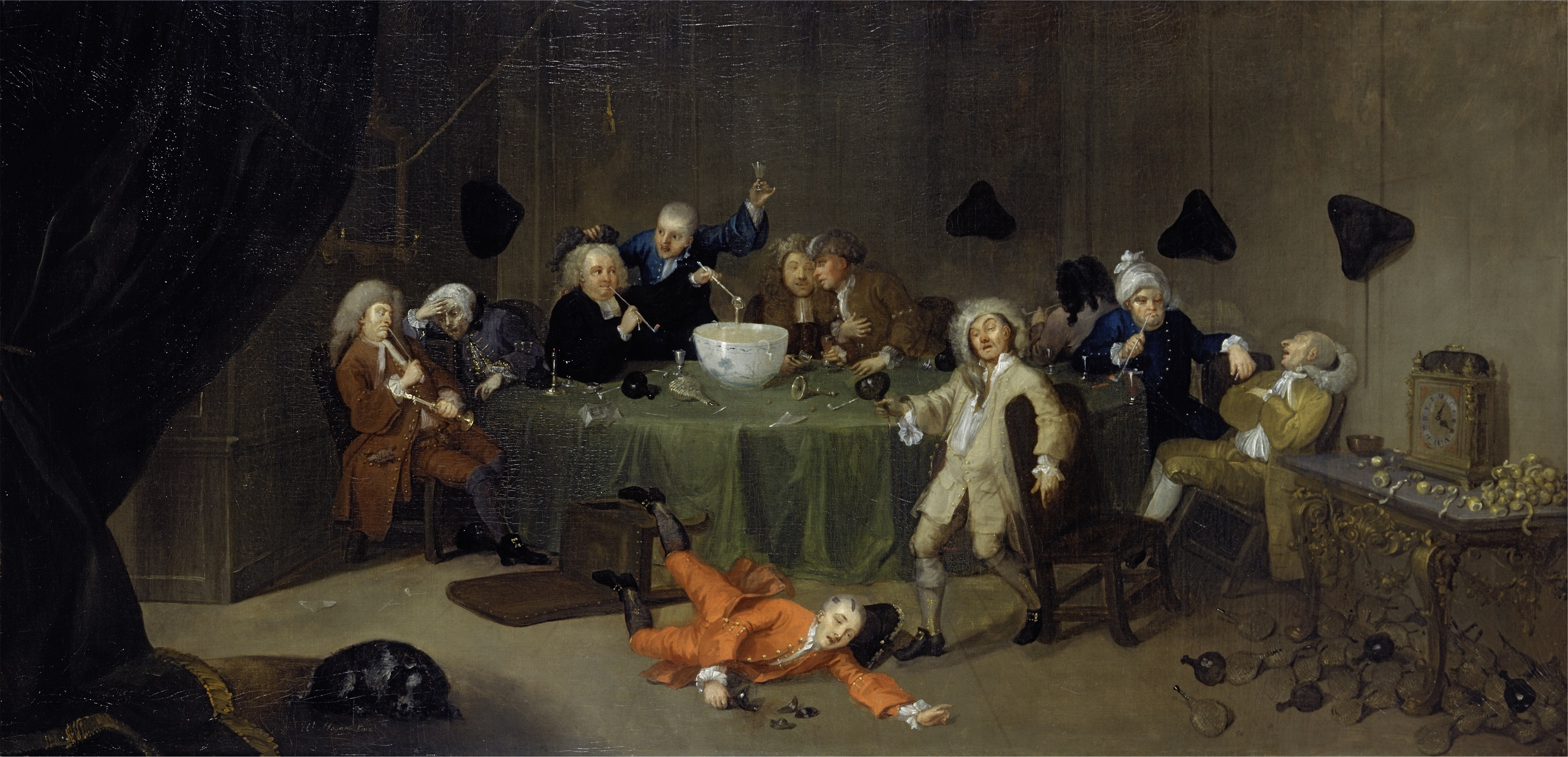
William Hogarth, 1732 environ, scène d’hyperalcoolisation.

Le binge drinking, beuverie express, ou hyperalcoolisation rapide est un mode de consommation excessif de boissons alcoolisées sur une courte période de temps, par épisodes ponctuels ou répétés.
Ce type de comportement, dans lequel l'état d'ivresse est recherché rapidement, est considéré comme une dépendance ou une dipsomanie, dès lors que la dépendance à l'alcool sous forme épisodique est établie. Sur le plan physique, ce type d'alcoolisation occasionne des lésions cérébrales notamment au niveau de la substance blanche pouvant avoir des conséquences neurologiques majeures et définitives. 
Pratiquée par des jeunes qui « jouent » à tester leurs limites comme et dans la mesure où cette conduite peut entraîner un coma éthylique mortel, le binge drinking est un comportement ordalique.

## Sémantique
On trouve d'autres expressions variées renvoyant à la même pratique : « alcoolisation massive » selon le Ministère de la Santé français,, « intoxication alcoolique aiguë » selon le rapport sur le sujet par les sénateurs Reichardt et Bouchoux. L'Académie nationale de médecine (France) emploie le terme d'« hyperalcoolisation » ou, pour être précise, d'« intoxication alcoolique aiguë », d'autres médecins parlant d'« alcoolisation paroxystique intermittente ». Le Grand Dictionnaire terminologique de l’OQLF parle d'« hyperalcoolisation rapide ». L'Observatoire français des drogues et des toxicomanies parle d'« alcoolisation ponctuelle importante » (API).
En France, des reportages ont défini le binge drinking comme « biture express »,, « chaos éthylique » ou encore « alcool défonce » et ont tenté de cerner le phénomène en décrivant les comportements sociaux associés (fêtes d'étudiants, regroupements de jeunes avec beuveries sur la voie publique, etc.).
La Commission d'enrichissement de la langue française a proposé l'expression « beuverie express »,.

## Tendance
Au Royaume-Uni et en Irlande, le binge drinking est considéré comme un problème majeur de santé publique. 
Aux États-Unis, près de 25 % des Américains ont déjà pratiqué le binge drinking,. De grandes universités ne sont pas épargnées : dans les années 1990 les enquêtes sur l'alcoolémie étudiante faites par le département santé publique de l'université Harvard auprès de 119 étudiants suivis ont conclu que, de 1993 à 2001, le taux d'étudiants concernés a peu changé (en 2001 environ 2 étudiants sur 5 (44,4 %) déclaraient avoir consommé de l'alcool de manière excessive, un taux presque identique à celui des trois enquêtes précédentes), mais les taux d'abstinents et de buveurs occasionnels ont augmenté ("polarisation de comportement") à partir de 1997. La fréquence des beuveries a fortement augmenté dans les sections entièrement féminines, comme la consommation excessive et les dommages chez les buveurs. Un plus grand nombre d'étudiants ont dit avoir été confrontés à des efforts d'éducation de la part de l'université ainsi qu'à des sanctions résultant de leur consommation d'alcool.
En France, il est en augmentation rapide chez les adolescents depuis 2003. Le département de Loire-Atlantique est particulièrement touché par le phénomène. Fin août 2008, un « plan alcool » a été mis en place par la préfecture pour prendre des mesures. Selon le Docteur Anne Tallec, le phénomène est avant tout culturel : « L’alcool est ancré dans les familles et ne fait pas peur aux parents. » Pour le Dr Georges Picherot du centre hospitalier universitaire de Nantes, il correspond plutôt à une situation de détresse chez les adolescents. Selon un animateur de l'Association nationale de prévention en alcoologie et addictologie, le caractère ludique du phénomène attire les jeunes dans le milieu étudiant sans se soucier des conséquences physiques.

## Nature et origine du phénomène
Chez les plus jeunes, la biture express 

« relèverait plutôt d’un entre-soi générationnel, d’un rituel d’intégration au groupe, souvent hors du regard des adultes. Dans les universités américaines il est plus fréquent chez les sportifs que les non-sportifs, et plus ou moins fréquents selon le sexe et le type de sport ; et chez les femmes il est plus pratiqué chez celles qui jouent au football, alors que chez les hommes ceux qui jouent au hockey sur glace le pratiquent le plus (pratiqué par 15,4% des joueurs de cette étude) ; et de manière générale il est plus fréquent dans les sports d'équipe qu'individuels
Au début du XIXe siècle en revanche, la première leçon d’ivrognerie, ordonnancée par les proches, scellait le passage de l’enfance à l’âge adulte. Jusqu’aux années 1970 la première ébriété avait encore souvent pour cadre une fête familiale, la communion solennelle notamment. »

## Définition des seuils
La quantité d'alcool nécessaire pour atteindre l'état hyperalcoolique, ou l'« orgie » d'alcool (le « binge »), ne fait pas encore consensus au niveau international. Le National Institute on Alcohol Abuse and Alcoholism (NIAAA) des États-Unis propose la définition suivante du binge drinking, la « 5/4 definition » : « L'hyperalcoolisation est un modèle de consommation d'alcool avec une alcoolémie égale ou supérieure à 0,8 g d'alcool par litre de sang. Pour l'adulte commun, il correspond à la consommation de cinq verres ou plus (hommes) ou de quatre verres ou plus (femmes), sur une durée de 2 heures environ. L'intoxication alcoolique aiguë est clairement dangereuse pour le consommateur d'alcool et pour la société,. » Il s'agit ici de « verres standards » dont la contenance exacte varie significativement suivant les pays. Ainsi, l'Organisation mondiale de la santé recommande une base de 10 grammes d’alcool pur pour définir l'unité d'alcool ou le verre standard comme instrument de mesure,.
Selon une étude, boire deux à trois fois les quantités définies par la NIAAA en une seule occasion, est considéré comme de l’extreme drinking. Aux États-Unis, ce phénomène n'est pas isolé : 20 % d'étudiants américains ont déclaré boire plus de 10 verres standards pendant au moins une journée (8 verres pour 10 % des étudiantes), ce qui représente le double du standard. Pour ce qui est de tripler celui-ci : 8 % d'étudiants ont déclaré 15 verres et 2 % d'étudiantes, 12 verres. Selon un sondage de 2004 de l'American Medical Association, 91 % des parents américains pensent qu'il est temps de mettre un terme aux pratiques marketing qui promeuvent les beuveries durant le spring break. L'étudiant typique déclare boire à cette occasion 18 verres par jour (10 pour les femmes). Plus de la moitié des hommes et 40 % des femmes boivent jusqu'à se rendre malade ou s'évanouir au moins une fois.
Le rapport détaillé « Vital Signs » des « Centers for Disease Control and Prevention » concernant la consommation d’alcool aux États-Unis révèle qu’un adulte américain sur 6, soit plus de 38 millions d’Américains se livrent au binge drinking en moyenne 4 fois par mois et qu’ils peuvent boire jusqu’à 8 verres.

## Risques et conséquences à court, moyen et long terme

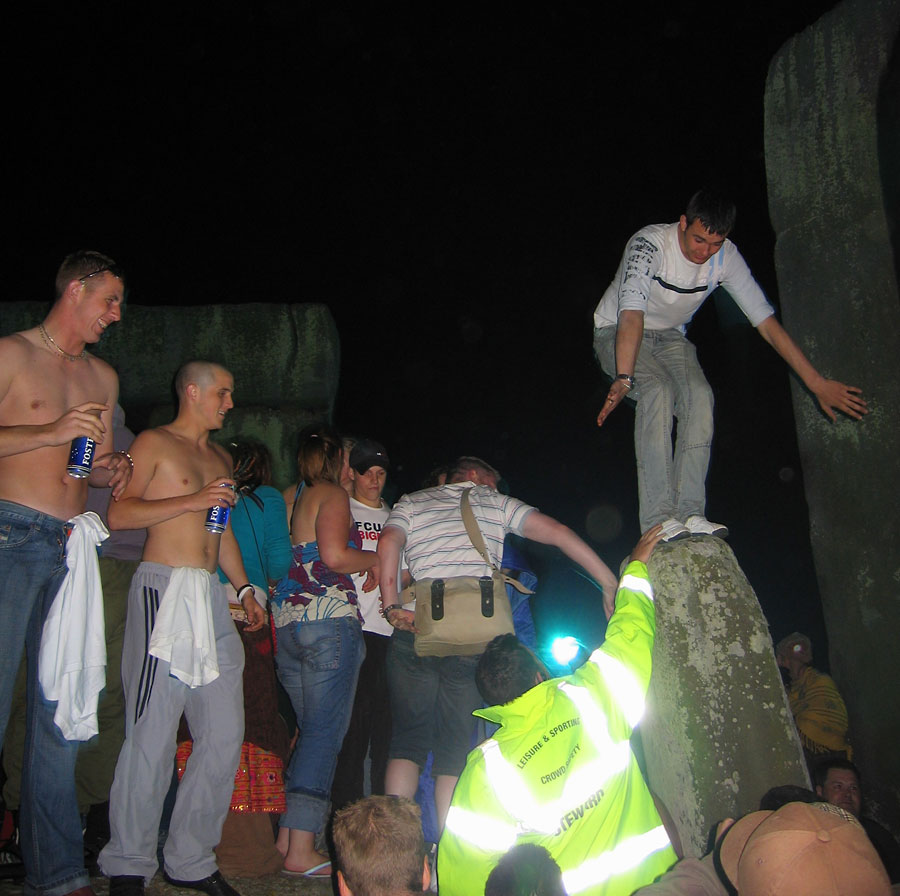
Troubles de l'ordre public à Stonehenge au cours d'une beuverie.

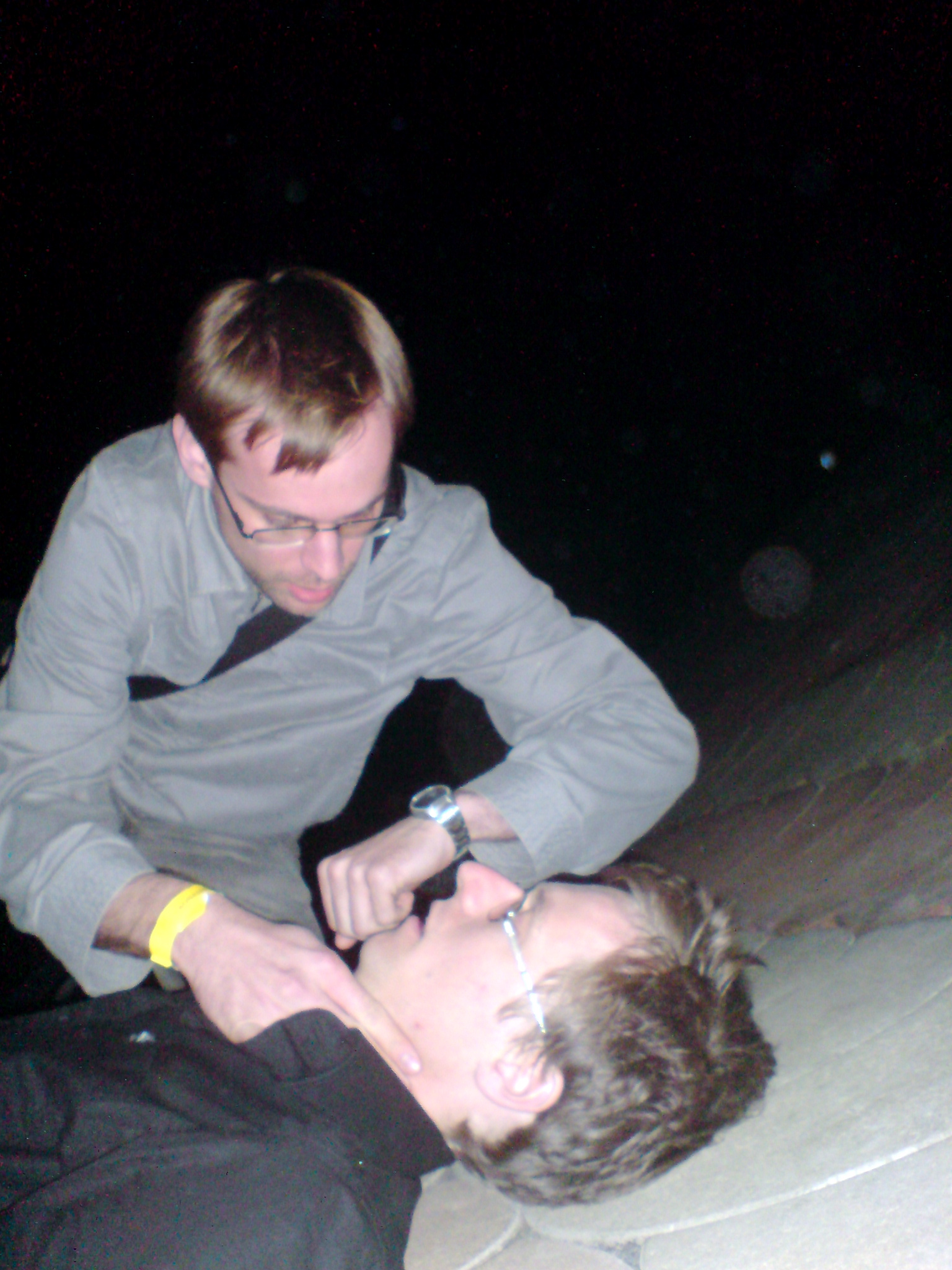
Intoxication alcoolique aiguë : prise de pouls sur la voie publique.

### Effets immédiats et de courts termes
En ingérant une grande quantité d'alcool en un court laps de temps afin d'atteindre l'état d'ivresse le plus rapidement possible, l'adepte du binge drinking, qui peut mélanger plusieurs types d'alcools plus ou moins forts (prémix, cocktails, etc.), met sa santé (voire sa vie en cas de coma éthylique) et celle des autres en danger. 
Cette pratique peut impliquer des complications sociales et sanitaires : conduite en état d'ivresse, violences urbaines, pugilats, violences verbales, viols, rapports sexuels non-protégés avec risque de grossesse et de transmission d'ISTs, rupture de la vessie sous-péritonéale, urémie élevée. 
À propos des viols et contacts sexuels non-désirés, une récente étude montre un taux de 60 % de risque chez des adolescentes dans le comté de New York, États-Unis.
La conséquence la plus grave sur un plan médical est l'intoxication alcoolique aiguë qui peut mener aux risques mortels du coma éthylique, soit entre 2 et 4 g d'alcool par litre de sang selon les individus.

### Effets à moyens et long termes
- des lésions de la substance blanche du cerveau ont été mises en évidence par le Pr Tapert de l’université de Californie, grâce à l'IRM chez 18 volontaires (dont la moitié d'adolescents) adeptes du binge drinking[35] et l'électroencéphalogramme présente des anomalies graves spécifiquement corrélées au Binge drinking [36].
- L'atteinte fonctionnelle à court et moyen terme de la fonction cérébrale est également rapportée et étudiée[37]. Des effets électrophysiologiques à court terme, qui « peuvent conduire à un dysfonctionnement cérébral marqué, mais indétectable par des mesures comportementales seules » a été constaté chez ceux qui pratiquent les "beuveries étudiantes". Les anomalies de latence observées sont « similaires à celles observées dans l'alcoolisme à long terme », elles « constituent un marqueur électrophysiologique du ralentissement de l'activité cérébrale associé à la consommation excessive d'alcool »[38].
- Une étude a porté sur les effets des beuveries sur l'humeur et la performance cognitive d'étudiant(e)s. Par rapport aux autres, les buveurs excessifs s'autoévaluaient comme moins anxieux et moins déprimés que les autres, mais donnaient bien moins de bonnes réponses à un test d'attention soutenue et mémorisent moins les dessins au trait. Au test de reconnaissance spatiale les "buveurs" de sexe masculin (mais pas les femmes)  étaient plus lents à apporter des réponses correctes mais avaient de meilleurs résultats (que les "buveuses") en mémoire spatiale et reconnaissance de formes. Lors d'un test de planification, les buveurs excessifs ont été significativement plus lents que les non-buveurs[39].
- une étude basée sur  1972 étudiants choisis au hasard et interrogés à 10 ans d'intevalle pendant et après leurs études (1984, puis 1994) a montré que participer à des beuveries en université était un facteur de risque de problèmes liés à l'alcool durant les études, puis de consommation excessive d'alcool et de dépendance à l'alcool 10 ans après. Ces étudiants ont été plus nombreux à quitter prématurément l'université et se sont moins favorablement placés sur le marché du travail[40].

## Législation

### Législation française
Fin 2008, l'avant-projet de loi Hôpital, patients, santé et territoire de Roselyne Bachelot comporte de nouvelles dispositions dans l'article 22 qui légifèrent par une interdiction de la vente d'alcool au forfait (comme dans les open-bar), l'interdiction de la vente dans les stations-services, sur la règlementation de la vente d’alcool réfrigéré et de la vente à domicile, ainsi que des contrôles associés.
L'interdiction de vente d'alcool aux mineurs est simplifiée : la majorité est désormais requise (dix-huit ans) : actuellement, suivant les établissements et le type de produit, l'âge minimum pouvait descendre jusqu'à seize ans. De même, la fourniture d'alcool à titre gratuit aux mineurs dans des établissements devient prohibée. Selon le quotidien Les Échos, ces interdictions faites aux mineurs font l'objet d'un accueil favorable par les cafetiers par l'intermédiaire du président de l'UMIH, André Daguin, la principale organisation patronale de l'hôtellerie-restauration.
Dans un rapport remis en octobre 2012, les sénateurs André Reichardt et Corinne Bouchoux préconisent d'interdire les débits de boissons dans l’enceinte des établissements d'enseignement supérieur et de retirer la licence de débit de boissons aux associations d'élèves, comme le souhaitait Jeannette Bougrab début 2012, lorsqu'elle était Secrétaire d'État à la Jeunesse et à la Vie associative. Ils dénoncent le fait que les soirées étudiantes "soient incitées à être externalisées hors de l'enceinte universitaire" afin de décharger les autorités des écoles et universités. Le rapport propose de travailler sur la prévention auprès des étudiants plutôt que d’accroître les sanctions.